# 皮特·迈尔斯
彼得·E·迈尔斯（英語：Peter E. Myers，1963年9月15日—），美国NBA联盟前职业篮球运动员。他在1986年的NBA选秀中第6轮第4顺位被芝加哥公牛选中。